# Silo

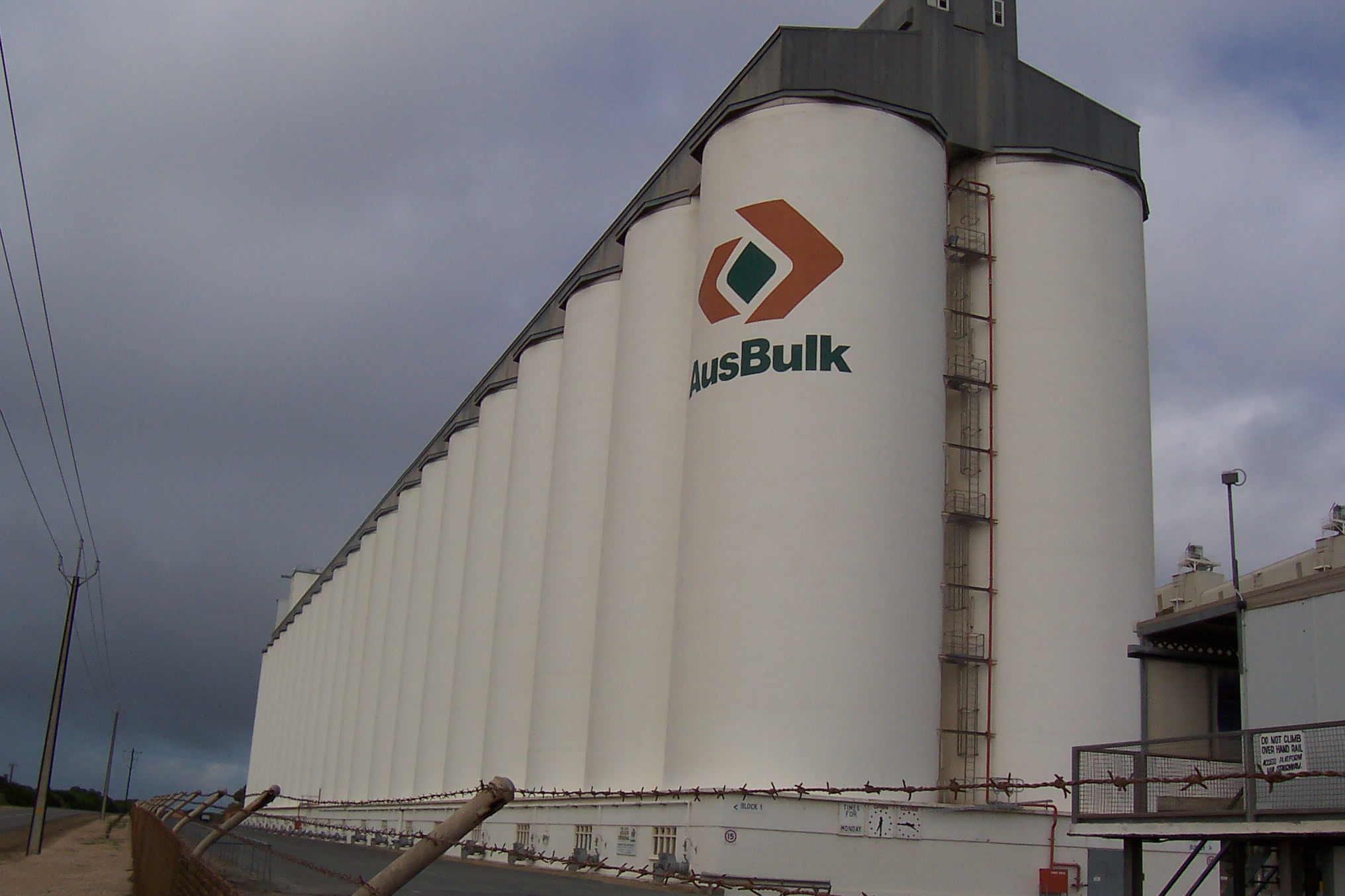
Silos graneleiros na Austrália Meridional.

Silo é uma benfeitoria agrícola destinada ao armazenamento de produtos agrícolas, geralmente depositados no seu interior sem estarem ensacados.(Soares et al., 2000, p. 5699).
A dimensão e as características técnicas de um silo dependem da finalidade a que se destina, propiciando principalmente:
- A manutenção da qualidade do produto armazenado;
- A facilidade de enchimento e esvaziamento do silo;
- A conversão de área horizontal de armazenamento em armazenamento vertical;

Os silos destinados ao armazenamento de grãos são conhecidos como silos graneleiros, e têm, por objetivo, principalmente, manter os grãos secos de modo a evitar a sua deterioração. Já os silos destinados ao armazenamento de silagem têm, como característica principal, a manutenção de um ambiente anaeróbico.
Os silos graneleiros podem estar situados nas fazendas, nos portos, em empresas cerealistas, geralmente em locais de fácil acesso junto a cidades, rodovias, ferrovias ou hidrovias.

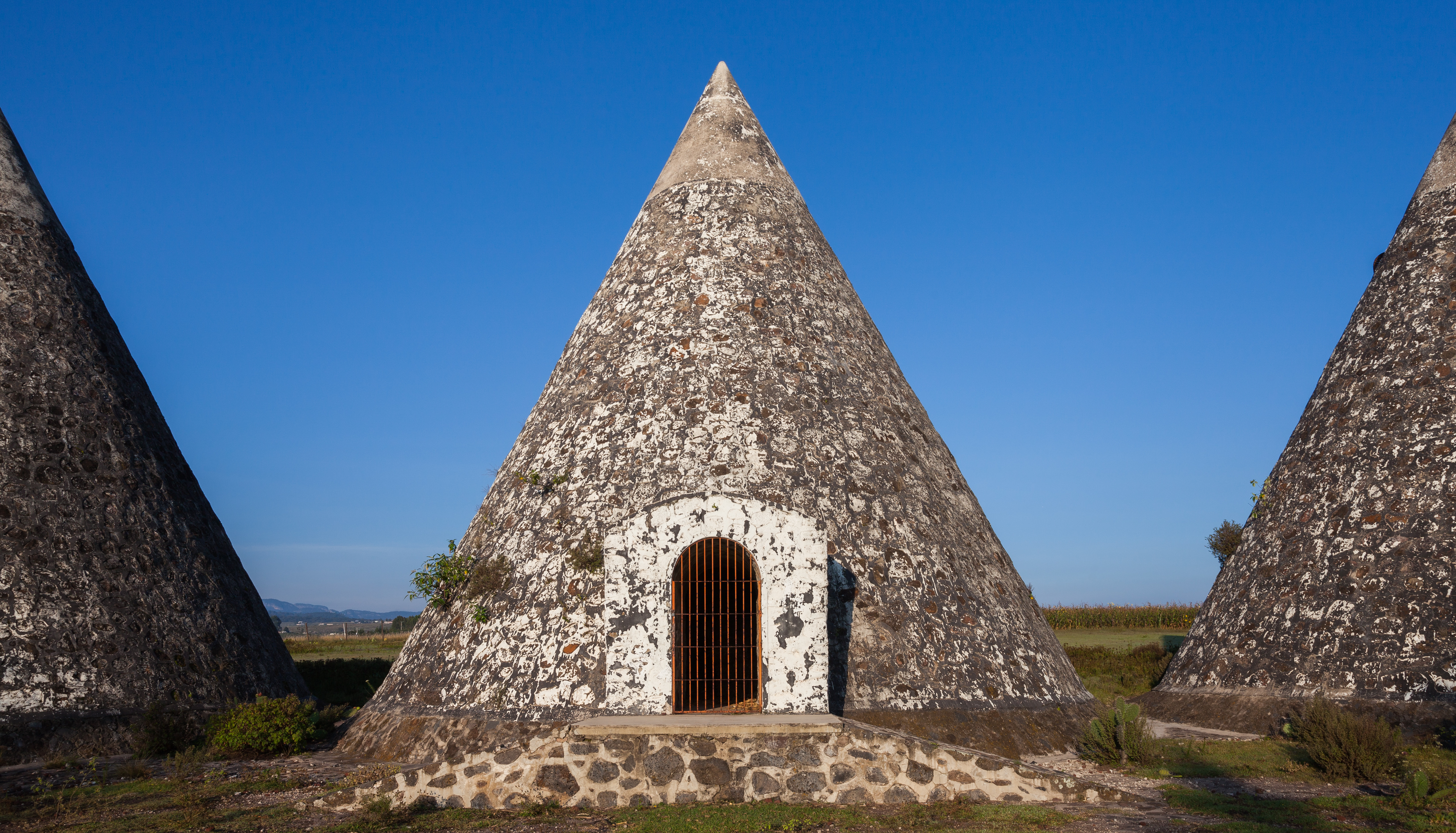
Silos no México

Os silos para armazenar a biomassa têm, como principal preocupação, deixar a biomassa seca, protegendo contra a chuva, umidade que o solo pode trazer, entre outros.
Alguns cuidados são necessários na hora de instalar um silo para biomassa: é necessário que o local seja ventilado, e de fácil drenagem da água em casos de chuva ou limpeza..